# Società Dante Alighieri
La Società Dante Alighieri és una institució creada a Itàlia el 1889 per la promoció de la llengua italiana així com de la difusió de la seva cultura arreu del món.
Avui dia la societat és present en més de 60 països arreu del món divulgant la cultura i llengua italiana, i té la seu central a la ciutat de Roma. Després de la Primera Guerra Mundial les actuacions de la societat s'estengueren a l'estranger degut als milers de desplaçats italians per la guerra, sobretot a l'Àfrica i Amèrica. Després de la Segona Guerra Mundial passà a defensar la llengua i la cultura arreu del món, establint llaços d'amistat amb totes les organitzacions culturals d'arrel italiana esteses arreu del planeta.
Aquesta institució és equivalent a l'Institut Ramon Llull català, al Institutul Cultural Român romanès, a l'Institut Cervantes espanyol, l'Instituto Camões portuguès, l'Alliance Française francesa, el British Council britànic o el Goethe-Institut alemany. Tots ells treballen per divulgar les seves respectives cultures arreu del món, afavorint així el coneixement d'algunes de les principals llengües europees.
L'any 2005 l'Institut Cervantes, l'Instituto Camões, l'Alliance Française, el British Council, el Goethe-Institut i la Società Dante Alighieri varen ser reconeguts internacionalment per la seva tasca essent guardonats amb el Premi Príncep d'Astúries de Comunicació i Humanitats d'aquell l'any.